# USM Libreville
USM Libreville is een Gabonese voetbalclub uit de hoofdstad Libreville.

## Erelijst
Landskampioen
1980, 1981, 1988, 2002
Beker van Gabon
Winnaar: 1991, 2002